# Zjovkva
Zjovkva (Oekraïens: Жовква [ˈʒɔu̯kwɑ], Pools: Żółkiew, Jiddisch: זאָלקוואַ) is een stad in de oblast Lviv in het westen van Oekraïne. De stad heeft circa 13.000 inwoners.
Al sinds de 14e eeuw wordt de plaats bewoond. In 1594 liet de Poolse edelman Stanisław Żółkiewski er een kasteel bouwen en de stad groeide enorm. In de 17e eeuw was het een residentie van koning Jan III van Polen.
Voor de Tweede Wereldoorlog bestond bijna de helft van de bevolking uit Joden.
Als onderdeel van de Oekraïense SSR heette de stad vanaf 1951 Nesterov (Oekraïens: Нестеров), genoemd naar de Russische piloot Pjotr Nesterov, die tijdens de Eerste Wereldoorlog in 1914 als eerste een zelfmoordaanslag met een vliegtuig pleegde door een vijandig Oostenrijks vliegtuig te rammen. In 1992 werd de naam weer veranderd in Zjovkva.